# David Bowman (Eishockeyspieler)
David Bowman (* 23. September 1983 in St. Catharines, Ontario) ist ein ehemaliger italo-kanadischer Eishockeyspieler, der unter anderem für den HC Alleghe und SG Cortina in der italienischen Serie A1 aktiv war.

## Karriere
David Bowman begann seine Karriere als Eishockeyspieler bei den Windsor Spitfires, für die er von 2000 bis 2004 in der kanadischen Juniorenliga Ontario Hockey League aktiv war. Anschließend erhielt er einen Profivertrag bei den Johnstown Chiefs aus der ECHL, für die er in der Saison 2004/05 in 71 Spielen fünf Tore erzielte und 16 Vorlagen gab. Die folgende Spielzeit verbrachte der Verteidiger bei den Dundas Real McCoys aus der Ontario Hockey Association.
Von 2006 bis 2009 besuchte Bowman die University of New Brunswick, für deren Eishockeymannschaft er in der Canadian Interuniversity Sport teilnahm und mit der er 2007 und 2009 jeweils Meister der CIS wurde. Ab der Saison 2009/10 spielte der Italo-Kanadier in der italienischen Serie A1 für den HC Alleghe. Anfang September 2011 wurde der Verteidiger vom Ligakonkurrenten SG Cortina verpflichtet.
Mit dem Team gewann der Verteidiger im Jahr 2012 die Coppa Italia. Die darauffolgende Saison begann er beim kanadischen Amateurverein Dundas Real McCoys, bevor im Januar 2013 die Rückkehr nach Cortina d’Ampezzo folgte. Seine Karriere ließ Bowman in der Saison 2013/14 im kanadischen Amateureishockey – erneut bei den Dundas Real McCoys – ausklingen.

## Erfolge und Auszeichnungen
- 2007 Meister der Canadian Interuniversity Sport mit der University of New Brunswick
- 2009 Meister der Canadian Interuniversity Sport mit der University of New Brunswick
- 2012 Coppa-Italia-Gewinn mit der SG Cortina